# Златовръх
Вижте пояснителната страница за други значения на Златовръх.
Златовръх е село в Южна България. То се намира в община Асеновград, област Пловдив.

## География
Намира се на 8 км източно от Асеновград. Съседни села са: Козаново на 2 км (първо на север и след това на запад), Избеглии на 3 км (на север), Патриарх Евтимово на 5 км (първо на север и след това на изток), Нови извор на 7 км (на югоизток) и Стоево на 3 км (на югозапад).

## История
До 1934 г. село Златовръх се нарича Арапово.
При избухването на Балканската война в 1912 година двама души от Арапово са доброволци в Македоно-одринското опълчение.

## Забележителности
На 800 м северозападно от селото се намира Араповският манастир „Св. Неделя“ – единственият построен в равнината през османското владичество.
В покрайнините на селото има следи от старо тракийско селище, доказателство за което са няколкото тракийски могили, разположени на юг от селото.
През юли се провежда ежегодният традиционен празник на с. Златовръх.

## Други
Издадена е книга за историята на селото и за Араповския манастир, чийто автор е Живко Колев.

## Личности
Родени в Арапово
- Иван Арапов, македоно-одрински опълченец, 30-годишен, бакалин, III отделение, Скеченска чета на Никола Андреев[3]
- Иван Николов, македоно-одрински опълченец, 30-годишен, земеделец, I клас, Скеченска чета на Никола Андреев, 2 рота на 13 кукушка дружина, 15 щипска дружина[4]
- Йордан Матев – артист.